# Morti nel 1901
| Questa pagina contiene informazioni ricavate automaticamente dalle voci biografiche con l'ausilio del template Bio e di un bot. L'aggiornamento è periodico e automatico e ricostruisce completamente la pagina. Se manca una persona in questa lista, sei pregato di non aggiungerla, ma accertati piuttosto che la sua voce biografica contenga il template Bio e che i dati anagrafici siano correttamente compilati. Se il template Bio manca, inseriscilo tu stesso o, in alternativa, metti l'avviso {{tmp\|Bio}} che ne segnala la mancanza. Se i dati riportati sono sbagliati, correggi direttamente la voce biografica; le modifiche saranno visibili in questa lista entro pochi giorni. Per chiarimenti vedi il progetto biografie. La lista contiene solo le 395 persone che sono citate nell'enciclopedia e per le quali è stato implementato correttamente il template Bio. Pagina aggiornata al 18 ago 2025. |

## Gennaio(51)
- 1º gennaio - Ignatius Donnelly, politico e saggista statunitense (n. 1831)
- 1º gennaio - Sophus Schandorph, scrittore danese (n. 1836)
- 1º gennaio - Gottlieb Viehe, missionario tedesco (n. 1839)
- 3 gennaio - Tommaso Cambray-Digny, politico italiano (n. 1845)
- 4 gennaio - Paolo Altieri, VIII principe di Oriolo, principe italiano (n. 1849)
- 4 gennaio - Nikolaos Gysis, pittore greco (n. 1842)
- 4 gennaio - Carlos Federico Sáez, pittore uruguaiano (n. 1878)
- 5 gennaio - Carlo Alessandro di Sassonia-Weimar-Eisenach, nobile tedesco (n. 1818)
- 5 gennaio - Pierre Potain, cardiologo francese (n. 1825)
- 6 gennaio - Philip Danforth Armour, imprenditore statunitense (n. 1832)
- 6 gennaio - Jean-Baptiste Poncet, pittore e incisore francese (n. 1827)
- 7 gennaio - James D. Bulloch, marinaio e agente segreto statunitense (n. 1823)
- 8 gennaio - Ernst Gustav Kirsch, matematico e ingegnere tedesco (n. 1841)
- 8 gennaio - Giuseppe Miraglia, magistrato e politico italiano (n. 1816)
- 8 gennaio - José Morgades y Gili, vescovo cattolico spagnolo (n. 1826)
- 9 gennaio - Dante Tavanti, fantino italiano (n. 1851)
- 10 gennaio - Beniamino Forti, imprenditore e politico italiano (n. 1829)
- 11 gennaio - Pietro Antonelli, diplomatico, esploratore e politico italiano (n. 1853)
- 11 gennaio - Scipione Di Blasio, politico italiano (n. 1834)
- 11 gennaio - Vasilij Sergeevič Kalinnikov, compositore russo (n. 1866)
- 12 gennaio - Georges Moreau de Tours, pittore francese (n. 1848)
- 13 gennaio - Carlo Angeloni, compositore italiano (n. 1834)
- 13 gennaio - Gaspard Adolphe Chatin, medico, micologo e botanico francese (n. 1813)
- 13 gennaio - Evert Larock, pittore e docente belga (n. 1865)
- 14 gennaio - Víctor Balaguer, scrittore, giornalista e politico spagnolo (n. 1824)
- 14 gennaio - Matteo Fiorini, cartografo e geodeta italiano (n. 1827)
- 14 gennaio - Charles Hermite, matematico francese (n. 1822)
- 16 gennaio - Jules Barbier, poeta, scrittore e librettista francese (n. 1825)
- 16 gennaio - Arnold Böcklin, pittore, disegnatore e scultore svizzero (n. 1827)
- 16 gennaio - Hiram Rhodes Revels, politico, religioso e educatore statunitense (n. 1827)
- 17 gennaio - Jacob Georg Agardh, botanico e politico svedese (n. 1813)
- 17 gennaio - Paul Hankar, architetto e designer belga (n. 1859)
- 17 gennaio - Frederic William Henry Myers, psicologo e parapsicologo britannico (n. 1843)
- 18 gennaio - Jules Renaudot, scultore francese (n. 1836)
- 19 gennaio - Bernhard Danckelmann, botanico tedesco (n. 1831)
- 19 gennaio - Henrik August Flindt, architetto danese (n. 1822)
- 19 gennaio - Albert de Broglie, nobile e politico francese (n. 1821)
- 20 gennaio - Zénobe-Théophile Gramme, fisico e inventore belga (n. 1826)
- 20 gennaio - Nicola Mameli, patriota e politico italiano (n. 1838)
- 21 gennaio - Elisha Gray, ingegnere statunitense (n. 1835)
- 22 gennaio - Vittoria del Regno Unito, regina britannica (n. 1819)
- 23 gennaio - Marco Cossovich, patriota italiano (n. 1824)
- 24 gennaio - Eugène de Pousargues, zoologo francese (n. 1859)
- 25 gennaio - Sebastiano Galeati, cardinale e arcivescovo cattolico italiano (n. 1822)
- 25 gennaio - Prosper-Olivier Lissagaray, letterato, giornalista e politico francese (n. 1838)
- 25 gennaio - Gustave de Martinel, politico francese (n. 1813)
- 27 gennaio - Giuseppe Verdi, compositore e politico italiano (n. 1813)
- 28 gennaio - Henri de Bornier, scrittore, drammaturgo e poeta francese (n. 1825)
- 28 gennaio - Iosif Vladimirovič Gurko, generale e politico russo (n. 1828)
- 29 gennaio - Julius Zeyer, poeta, drammaturgo e scrittore ceco (n. 1841)
- 30 gennaio - Filippo Cesare Messedaglia, architetto e ingegnere italiano (n. 1823)

## Febbraio(34)
- 3 febbraio - Alfonso Balzico, scultore e pittore italiano (n. 1825)
- 3 febbraio - Fukuzawa Yukichi, scrittore e saggista giapponese (n. 1834)
- 6 febbraio - Emilio De Marchi, scrittore, poeta e traduttore italiano (n. 1851)
- 7 febbraio - Francesco Raffaele Curzio, patriota, poeta e politico italiano (n. 1822)
- 7 febbraio - Oscar Xavier Schlömilch, matematico tedesco (n. 1823)
- 7 febbraio - Alan Stewart, X conte di Galloway, politico scozzese (n. 1835)
- 8 febbraio - Giulio Marino, italiano (n. 1842)
- 8 febbraio - Benjamin Prentiss, militare, politico e generale statunitense (n. 1819)
- 9 febbraio - Marcella Lotti della Santa, soprano italiano (n. 1831)
- 9 febbraio - Nikolaj Vasil'evič Kopitov, ammiraglio russo (n. 1833)
- 10 febbraio - Giovanni Andrea Scartazzini, pastore protestante e letterato svizzero (n. 1837)
- 10 febbraio - Telemaco Signorini, pittore e incisore italiano (n. 1835)
- 10 febbraio - Max Joseph von Pettenkofer, chimico tedesco (n. 1818)
- 11 febbraio - Ramón de Campoamor, poeta, drammaturgo e filosofo spagnolo (n. 1817)
- 11 febbraio - Milan Obrenović IV di Serbia, re serbo (n. 1854)
- 11 febbraio - Leonardo Roissard de Bellet, militare e politico italiano (n. 1816)
- 11 febbraio - Henry Willis, organista e organaro inglese (n. 1821)
- 14 febbraio - Edward Stafford, politico neozelandese (n. 1819)
- 15 febbraio - Dionigi Scalas, politico italiano (n. 1849)
- 16 febbraio - Truman Everts, scienziato statunitense (n. 1816)
- 17 febbraio - Carlos Casagemas, pittore e poeta spagnolo (n. 1880)
- 17 febbraio - Giulio De Rolland, nobile e politico italiano (n. 1820)
- 17 febbraio - Arthur de La Borderie, storico francese (n. 1827)
- 18 febbraio - Egide Walschaerts, ingegnere meccanico belga (n. 1820)
- 21 febbraio - Adolf Bayersdorfer, storico dell'arte, scacchista e compositore di scacchi tedesco (n. 1842)
- 21 febbraio - Emil Hübner, filologo tedesco (n. 1834)
- 21 febbraio - Cesare Mariani, pittore italiano (n. 1826)
- 21 febbraio - Henry Peach Robinson, fotografo britannico (n. 1830)
- 22 febbraio - George Francis FitzGerald, fisico irlandese (n. 1851)
- 22 febbraio - Yuxian, politico cinese (n. 1842)
- 25 febbraio - Wojciech Gerson, pittore polacco (n. 1831)
- 26 febbraio - Léonce Cohen, compositore e violinista francese (n. 1829)
- 26 febbraio - Lucyna Ćwierczakiewiczowa, scrittrice polacca (n. 1829)
- 28 febbraio - William Maxwell Evarts, politico, avvocato e statistico statunitense (n. 1818)

## Marzo(30)
- 1º marzo - Michele Casaretto, armatore e politico italiano (n. 1820)
- 5 marzo - Luigia Bendazzi, soprano italiano (n. 1829)
- 5 marzo - Ermogene Gnocchi, patriota italiano (n. 1819)
- 5 marzo - Giuseppe Poggi, architetto e ingegnere italiano (n. 1811)
- 5 marzo - Bir Shamsher Jang Bahadur Rana, politico nepalese (n. 1852)
- 6 marzo - John Jabez Edwin Mayall, fotografo e politico britannico (n. 1813)
- 8 marzo - Enrico Falconcini, politico e prefetto italiano (n. 1824)
- 8 marzo - Charles Jalabert, pittore francese (n. 1819)
- 11 marzo - Peppino Mereu, poeta italiano (n. 1872)
- 12 marzo - Celso Cesare Moreno, politico italiano (n. 1830)
- 13 marzo - Pietro Costa, scultore italiano (n. 1849)
- 13 marzo - Benjamin Harrison, politico statunitense (n. 1833)
- 13 marzo - Fernand Pelloutier, sindacalista e anarchico francese (n. 1867)
- 13 marzo - Gennara di Braganza, principessa portoghese (n. 1822)
- 14 marzo - Sam Browne, generale britannico (n. 1824)
- 14 marzo - Urbain Dubois, cuoco e gastronomo francese (n. 1818)
- 14 marzo - Arthur Gore, V conte di Arran, nobile e diplomatico irlandese (n. 1839)
- 14 marzo - Henriette Browne, pittrice francese (n. 1829)
- 16 marzo - Jane Freshfield, scrittrice e alpinista inglese (n. 1814)
- 17 marzo - Enrichetta Caracciolo, patriota e scrittrice italiana (n. 1821)
- 17 marzo - Jean Charles Cazin, pittore, scultore e ceramista francese (n. 1840)
- 19 marzo - François Chifflart, pittore e incisore francese (n. 1825)
- 19 marzo - Sophie Croizette, attrice teatrale francese (n. 1848)
- 19 marzo - Adolf Dobrjan'skyj, patriota, avvocato e politico (n. 1817)
- 20 marzo - François Jules Edmond Got, attore francese (n. 1822)
- 29 marzo - Xavier Barbier de Montault, religioso, archeologo e storiografo francese (n. 1830)
- 29 marzo - Ulisse Cantagalli, pittore e ceramista italiano (n. 1839)
- 30 marzo - Guglielmo Privato, attore e baritono italiano (n. 1826)
- 31 marzo - Pietro Salis, politico italiano (n. 1811)
- 31 marzo - John Stainer, compositore, musicista e insegnante inglese (n. 1840)

## Aprile(26)
- 1º aprile - François-Marie Raoult, fisico e chimico francese (n. 1830)
- 3 aprile - Richard D'Oyly Carte, impresario teatrale britannico (n. 1844)
- 4 aprile - Augustin Prosper Hacquard, vescovo cattolico e missionario francese (n. 1860)
- 5 aprile - Angelo Messedaglia, economista, statistico e politico italiano (n. 1820)
- 5 aprile - Konstantin Stoilov, politico bulgaro (n. 1853)
- 6 aprile - Giuseppe Fogazzaro, presbitero e insegnante italiano (n. 1813)
- 7 aprile - Francesco Coccapieller, giornalista e politico italiano (n. 1831)
- 8 aprile - Giulio Bizzozero, ematologo, patologo e politico italiano (n. 1846)
- 13 aprile - Pietro Panzeri, medico e chirurgo italiano (n. 1849)
- 13 aprile - Edward Watkin, imprenditore e politico britannico (n. 1819)
- 15 aprile - Juan Manuel Blanes, pittore uruguaiano (n. 1830)
- 15 aprile - Václav Brožík, pittore ceco (n. 1851)
- 16 aprile - Amilcare Anguissola, nobile, militare e politico italiano (n. 1820)
- 16 aprile - Henry Augustus Rowland, fisico statunitense (n. 1848)
- 20 aprile - Paul Georg von Möllendorff, linguista e diplomatico tedesco (n. 1847)
- 21 aprile - Giuseppe Ricci, pittore italiano (n. 1853)
- 24 aprile - Felice Calvi, storico e scrittore italiano (n. 1822)
- 24 aprile - Arvid Posse, politico svedese (n. 1820)
- 25 aprile - Federico Fliedner, teologo tedesco (n. 1845)
- 25 aprile - Giuseppe Mannetti, politico italiano (n. 1834)
- 26 aprile - Tom Ketchum, criminale statunitense (n. 1863)
- 28 aprile - Walter Hermann von Heineke, chirurgo tedesco (n. 1834)
- 28 aprile - Gustav Maass, botanico tedesco (n. 1830)
- 28 aprile - Paule Mink, attivista francese (n. 1839)
- 30 aprile - William FitzClarence, II conte di Munster, nobile britannico (n. 1824)
- 30 aprile - Franz Susemihl, filologo classico tedesco (n. 1826)

## Maggio(24)
- 5 maggio - Giuseppe Giraldi, botanico e religioso italiano (n. 1848)
- 5 maggio - Jules Laurens, pittore e litografo francese (n. 1825)
- 5 maggio - Mariano Ignacio Prado, politico peruviano (n. 1826)
- 7 maggio - Dimităr Grekov, politico bulgaro (n. 1847)
- 9 maggio - Charles Chaplin Senior, cantante britannico (n. 1863)
- 9 maggio - Lizzie van Zyl, sudafricana (n. 1894)
- 10 maggio - Luisa di Prussia, principessa prussiana (n. 1829)
- 15 maggio - Giuseppe Angelino, generale italiano (n. 1816)
- 16 maggio - Gustave Lefrançais, politico francese (n. 1826)
- 19 maggio - Marthinus Wessel Pretorius, politico e militare boero (n. 1819)
- 20 maggio - Johannes Minckwitz, scacchista e compositore di scacchi tedesco (n. 1843)
- 21 maggio - Joseph Olivier, rugbista a 15 francese (n. 1874)
- 22 maggio - Ludovico Bettoni, patriota e politico italiano (n. 1829)
- 22 maggio - Gaetano Bresci, anarchico italiano (n. 1869)
- 22 maggio - Từ Dụ, imperatrice vietnamita (n. 1810)
- 24 maggio - Kishida Toshiko, scrittrice e oratrice giapponese (n. 1863)
- 24 maggio - Edmund Mach, chimico, enologo e agronomo austriaco (n. 1846)
- 24 maggio - Louis-Zéphirin Moreau, vescovo cattolico canadese (n. 1824)
- 24 maggio - Charlotte Mary Yonge, scrittrice, filantropa e insegnante britannica (n. 1823)
- 25 maggio - Forster Fitzgerald Arbuthnot, orientalista e traduttore britannico (n. 1833)
- 27 maggio - Artur Immanuel Hazelius, filologo svedese (n. 1833)
- 30 maggio - Victor D'Hondt, matematico e giurista belga (n. 1841)
- 30 maggio - Wilhelm von Bismarck, politico, militare e nobile tedesco (n. 1852)
- 31 maggio - Ernest de Sarzec, archeologo e diplomatico francese (n. 1832)

## Giugno(19)
- 4 giugno - Theodor Kock, filologo classico tedesco (n. 1820)
- 5 giugno - Dagny Juel, scrittrice norvegese (n. 1867)
- 8 giugno - Salvatore Cognetti de Martiis, economista italiano (n. 1844)
- 9 giugno - Walter Besant, scrittore inglese (n. 1836)
- 9 giugno - Carl Langenbuch, chirurgo tedesco (n. 1846)
- 12 giugno - Carlo Pulcrano, avvocato, prefetto e politico italiano (n. 1818)
- 13 giugno - Leopoldo Alas, romanziere, drammaturgo e critico letterario spagnolo (n. 1852)
- 13 giugno - Truman H. Safford, astronomo statunitense (n. 1836)
- 14 giugno - Vincenzo Pace, politico italiano (n. 1828)
- 16 giugno - Herman Grimm, scrittore e storico dell'arte tedesco (n. 1828)
- 16 giugno - Shah Jahan di Bhopal, principessa indiana (n. 1838)
- 17 giugno - Louis Aldrich, attore teatrale statunitense (n. 1843)
- 17 giugno - Dilpesend Kadın, ottomana (n. 1865)
- 18 giugno - Josip Murn Aleksandrov, poeta sloveno (n. 1879)
- 21 giugno - Henri Helle, arciere francese (n. 1873)
- 22 giugno - Angelo Micheletti, ceramista e museologo italiano (n. 1853)
- 25 giugno - Angelo Bargoni, politico e magistrato italiano (n. 1829)
- 30 giugno - Francesco Graziani, baritono italiano (n. 1828)
- 30 giugno - Edward Johnson, calciatore inglese (n. 1859)

## Luglio(33)
- 1º luglio - John Mahlon Marlin, inventore statunitense (n. 1836)
- 2 luglio - Giuseppe Gadda, politico, prefetto e avvocato italiano (n. 1822)
- 4 luglio - John Fiske, filosofo e storico statunitense (n. 1842)
- 4 luglio - Paul Goethals, missionario e arcivescovo cattolico belga (n. 1832)
- 4 luglio - Johannes Schmidt, linguista tedesco (n. 1843)
- 4 luglio - Peter Guthrie Tait, fisico scozzese (n. 1831)
- 6 luglio - Chlodwig zu Hohenlohe-Schillingsfürst, politico tedesco (n. 1819)
- 6 luglio - Joseph LeConte, geologo statunitense (n. 1823)
- 7 luglio - Carlo Buttini, avvocato e politico italiano (n. 1842)
- 7 luglio - Johanna Spyri, scrittrice svizzera (n. 1827)
- 7 luglio - Pierre Lorillard IV, imprenditore statunitense (n. 1833)
- 8 luglio - Francesco Azzurri, architetto italiano (n. 1827)
- 10 luglio - Emmerik Acton, militare italiano (n. 1834)
- 11 luglio - Eugenio Ravà, patriota italiano (n. 1840)
- 11 luglio - Stefano Ussi, pittore italiano (n. 1822)
- 12 luglio - Federico Errázuriz Echaurren, politico cileno (n. 1850)
- 13 luglio - Alexander von Bülow, politico tedesco (n. 1829)
- 13 luglio - Peter Jackson, pugile australiano (n. 1861)
- 13 luglio - Marcos Morínigo, politico paraguaiano (n. 1848)
- 14 luglio - Maria Isabella d'Asburgo-Lorena, nobile italiana (n. 1834)
- 15 luglio - Ernesto Mezzabotta, giornalista e scrittore italiano (n. 1852)
- 17 luglio - Fabio Borbottoni, pittore italiano (n. 1823)
- 17 luglio - Emily Shinner, violinista inglese (n. 1862)
- 18 luglio - Carlo Alfredo Piatti, violoncellista e compositore italiano (n. 1822)
- 20 luglio - Georg Jelačić von Bužim, generale austriaco (n. 1805)
- 20 luglio - Nihal Singh, principe indiano (n. 1863)
- 21 luglio - Levi Richard Ellert, politico statunitense (n. 1857)
- 24 luglio - Khwaja Ghulam Farid, scrittore indiano (n. 1845)
- 27 luglio - Antonio María Cascajares y Azara, cardinale e arcivescovo cattolico spagnolo (n. 1834)
- 27 luglio - Gio Batta Paita, politico italiano (n. 1829)
- 27 luglio - Brooke Foss Westcott, biblista e teologo britannico (n. 1825)
- 28 luglio - Paul Alexis, scrittore e drammaturgo francese (n. 1847)
- 29 luglio - Antonina Ivanovna Abarinova, mezzosoprano, contralto e attrice teatrale russa (n. 1842)

## Agosto(26)
- 2 agosto - Giuseppe Mirabelli, giurista e politico italiano (n. 1817)
- 3 agosto - Enrico Chiaradia, scultore italiano (n. 1851)
- 5 agosto - Vittoria di Sassonia-Coburgo-Gotha, principessa inglese (n. 1840)
- 6 agosto - Carolina Pochini, ballerina italiana (n. 1835)
- 7 agosto - Oreste Baratieri, generale e politico italiano (n. 1841)
- 7 agosto - Carl Pauli, linguista e etruscologo tedesco (n. 1834)
- 9 agosto - Enrico d'Orléans, nobile e esploratore francese (n. 1867)
- 11 agosto - Francesco Crispi, politico e militare italiano (n. 1818)
- 12 agosto - Adolf Erik Nordenskiöld, esploratore svedese (n. 1832)
- 12 agosto - Leopoldo Puccioni, magistrato e politico italiano (n. 1825)
- 13 agosto - Domenico Morelli, pittore e politico italiano (n. 1823)
- 14 agosto - Giuseppe Picone, storico, archeologo e giurista italiano (n. 1819)
- 15 agosto - Karl Weinhold, linguista, germanista e medievista tedesco (n. 1823)
- 17 agosto - Edmond Audran, compositore francese (n. 1842)
- 20 agosto - Fritz Simrock, editore tedesco (n. 1837)
- 21 agosto - Adolf Fick, fisiologo e biofisico tedesco (n. 1829)
- 21 agosto - Riccardo Selvatico, commediografo, poeta e politico italiano (n. 1849)
- 24 agosto - Gunnar Wennerberg, scrittore svedese (n. 1817)
- 25 agosto - Michele Coppino, politico italiano (n. 1822)
- 25 agosto - Felice D'Errico, imprenditore e politico italiano (n. 1829)
- 25 agosto - Nicola Nisco, patriota, economista e politico italiano (n. 1816)
- 27 agosto - Rudolf Haym, storico, filosofo e letterato tedesco (n. 1821)
- 28 agosto - Eugenio Praga, liutaio italiano (n. 1847)
- 28 agosto - Nicola Sole, politico italiano (n. 1833)
- 31 agosto - Ermanno di Sassonia-Weimar-Eisenach, principe tedesco (n. 1825)
- 31 agosto - Evgenij Maksimilianovič di Leuchtenberg, principe russo (n. 1847)

## Settembre(15)
- 1º settembre - Vito Leto, presbitero e inventore italiano (n. 1838)
- 2 settembre - Luigi Maria d'Albertis, esploratore, naturalista e botanico italiano (n. 1841)
- 3 settembre - Friedrich Chrysander, musicologo e editore musicale tedesco (n. 1826)
- 5 settembre - Augusto Corbi, architetto e restauratore italiano (n. 1837)
- 6 settembre - Luigi Minisini, scultore italiano (n. 1816)
- 8 settembre - André Lambert, calciatore francese (n. 1877)
- 9 settembre - Andreas Franz Wilhelm Schimper, botanico e ecologo tedesco (n. 1856)
- 9 settembre - Wilhelm Tomaschek, orientalista, geografo e storico ceco (n. 1841)
- 9 settembre - Henri de Toulouse-Lautrec, pittore francese (n. 1864)
- 12 settembre - Matteo Renato Imbriani, politico italiano (n. 1843)
- 14 settembre - William McKinley, politico statunitense (n. 1843)
- 17 settembre - Andrea Maria Sterk, vescovo cattolico croato (n. 1827)
- 26 settembre - John George Nicolay, scrittore e funzionario statunitense (n. 1832)
- 27 settembre - Adelaide Borghi-Mamo, mezzosoprano italiano (n. 1829)
- 29 settembre - Jules-Marie Sevestre, pittore francese (n. 1834)

## Ottobre(27)
- 1º ottobre - Abdur Rahman Khan, emiro afghano (n. 1844)
- 2 ottobre - Filippo Baglioni, politico italiano (n. 1827)
- 2 ottobre - Rudolph Koenig, fisico tedesco (n. 1832)
- 2 ottobre - Ed La Menthe, musicista e compositore statunitense (n. 1857)
- 3 ottobre - Edwin Johnson, storico inglese (n. 1842)
- 7 ottobre - Arturo Moradei, pittore italiano (n. 1840)
- 9 ottobre - Paul Burani, librettista, attore teatrale e giornalista francese (n. 1845)
- 9 ottobre - Robert Hartig, botanico e micologo tedesco (n. 1839)
- 10 ottobre - Lorenzo Snow, presbitero statunitense (n. 1814)
- 11 ottobre - Lloyd Mathews, militare e politico britannico (n. 1850)
- 12 ottobre - Georg Kaibel, filologo classico tedesco (n. 1849)
- 12 ottobre - Leonilde Lonigo Calvi, patriota italiana (n. 1821)
- 15 ottobre - Carlos FitzJames Stuart, XVI duca d'Alba, nobile e diplomatico spagnolo (n. 1849)
- 16 ottobre - Vincenzo Carbonelli, patriota e politico italiano (n. 1822)
- 17 ottobre - Michał Bałucki, poeta e commediografo polacco (n. 1837)
- 18 ottobre - August Malmström, pittore e illustratore svedese (n. 1829)
- 18 ottobre - John Sargent Pillsbury, politico statunitense (n. 1828)
- 20 ottobre - Angelo Poretti, imprenditore italiano (n. 1829)
- 22 ottobre - Frederic Archer, compositore, direttore d'orchestra e organista britannico (n. 1838)
- 23 ottobre - Gioacchino Giuseppe Napoleone Murat, generale e nobile francese (n. 1834)
- 24 ottobre - William Goate, militare britannico (n. 1836)
- 25 ottobre - Guelfo Del Prete, matematico italiano (n. 1873)
- 26 ottobre - Alfred Tysoe, mezzofondista britannico (n. 1874)
- 27 ottobre - Gennaro Sambiase Sanseverino, politico italiano (n. 1821)
- 29 ottobre - Leon Czolgosz, anarchico statunitense (n. 1873)
- 31 ottobre - Isabella Galletti Gianoli, cantante lirica italiana (n. 1835)
- 31 ottobre - Julien Leclercq, poeta, scrittore e critico d'arte francese (n. 1865)

## Novembre(31)
- 1º novembre - Alexander Spengler, medico svizzero (n. 1827)
- 3 novembre - Francesco Mastellari, pittore italiano (n. 1828)
- 6 novembre - Kate Greenaway, artista e scrittrice britannica (n. 1846)
- 7 novembre - Li Hongzhang, politico, generale e ammiraglio cinese (n. 1823)
- 8 novembre - Mary Ann Bickerdyke, infermiera statunitense (n. 1817)
- 9 novembre - Halil Rifat Pascià, politico ottomano (n. 1827)
- 11 novembre - Charles-Bonaventure-François Theuret, vescovo cattolico francese (n. 1822)
- 14 novembre - James Henry Mapleson, impresario teatrale britannico (n. 1830)
- 15 novembre - Emilio Pallavicini, generale e politico italiano (n. 1823)
- 15 novembre - Egisto Sarri, pittore italiano (n. 1837)
- 17 novembre - Giuseppe Camillo Giordano, botanico italiano (n. 1841)
- 18 novembre - Leopoldo Mazzei, medico, patriota e giornalista italiano (n. 1819)
- 20 novembre - Johann-Jakob Heuscher, pittore e disegnatore svizzero (n. 1843)
- 20 novembre - Annibale Preca, filologo, linguista e scrittore maltese (n. 1832)
- 21 novembre - Ludovico Pepe, storico italiano (n. 1853)
- 22 novembre - Paul von Hatzfeldt, politico e diplomatico tedesco (n. 1831)
- 22 novembre - Aleksandr Kovalevskij, zoologo russo (n. 1840)
- 22 novembre - Tommaso Reggio, arcivescovo cattolico italiano (n. 1818)
- 24 novembre - Hermann Bauer, imprenditore e dirigente sportivo svizzero (n. 1876)
- 24 novembre - John Owen, religioso e scacchista inglese (n. 1827)
- 25 novembre - Hermann Löhlein, ginecologo e medico tedesco (n. 1847)
- 25 novembre - Joseph Gabriel Rheinberger, compositore e organista liechtensteinese (n. 1839)
- 26 novembre - Frederick Whymper, artista e esploratore inglese (n. 1838)
- 27 novembre - Clement Studebaker, imprenditore statunitense (n. 1831)
- 28 novembre - Heinrich Gottfried Philipp Gengler, storico tedesco (n. 1817)
- 28 novembre - Domenico Pittarini, scrittore e poeta italiano (n. 1829)
- 29 novembre - Giosuè Argenti, scultore e docente italiano (n. 1819)
- 29 novembre - Francisco Pi y Margall, politico, storico e filosofo spagnolo (n. 1824)
- 30 novembre - Edward John Eyre, esploratore britannico (n. 1815)
- 30 novembre - Franz Eyssenhardt, filologo classico e bibliotecario tedesco (n. 1838)
- 30 novembre - Albrecht Weber, indologo e storico tedesco (n. 1825)

## Dicembre(29)
- 1º dicembre - Luigi Gualtieri, scrittore e librettista italiano (n. 1827)
- 4 dicembre - Giovanni Battista Bongiorno, vescovo cattolico italiano (n. 1830)
- 4 dicembre - William MacCormac, chirurgo britannico (n. 1836)
- 5 dicembre - Elias John Wilkinson Gibb, turcologo e traduttore scozzese (n. 1857)
- 5 dicembre - Karl von Hegel, storico tedesco (n. 1813)
- 6 dicembre - Carlo Angelo Conigliani, economista italiano (n. 1868)
- 6 dicembre - Giovanni Rivara, imprenditore italiano (n. 1848)
- 6 dicembre - Bertha Wehnert-Beckmann, fotografa tedesca (n. 1815)
- 11 dicembre - Lev Ivanovič Ivanov, coreografo russo (n. 1834)
- 12 dicembre - Emilia Errera, scrittrice italiana (n. 1866)
- 17 dicembre - Johannes Cornelius Gerardus Boot, latinista e grecista olandese (n. 1811)
- 17 dicembre - Josep Manyanet i Vives, presbitero e religioso spagnolo (n. 1833)
- 20 dicembre - Richard J. Hinton, militare e giornalista statunitense (n. 1830)
- 20 dicembre - Gabriel Rodríguez, ingegnere, economista e politico spagnolo (n. 1829)
- 21 dicembre - Hermann von Walter, medico, batteriologo e esploratore tedesco (n. 1864)
- 22 dicembre - Henry George Madan, chimico britannico (n. 1838)
- 22 dicembre - Tamerlan Thorell, aracnologo svedese (n. 1830)
- 23 dicembre - Annibale Brandolini, militare, patriota e politico italiano (n. 1829)
- 23 dicembre - William Ellery Channing, poeta statunitense (n. 1818)
- 23 dicembre - Jane Cunningham Croly, scrittrice e giornalista statunitense (n. 1829)
- 23 dicembre - Edward Onslow Ford, scultore britannico (n. 1852)
- 24 dicembre - Clarence King, geologo e alpinista statunitense (n. 1842)
- 24 dicembre - Carl von Liebermeister, patologo tedesco (n. 1833)
- 25 dicembre - Pedro de Amorim Viana, filosofo portoghese (n. 1822)
- 26 dicembre - Joseph Noel Paton, pittore scozzese (n. 1821)
- 28 dicembre - Oronzo Mario Scarano, compositore e direttore d'orchestra italiano (n. 1847)
- 30 dicembre - Henri Laverne, velista francese (n. 1868)
- 31 dicembre - José Plácido Caamaño, politico ecuadoriano (n. 1837)
- 31 dicembre - Hugo Karl Anton Pernice, ginecologo tedesco (n. 1829)

## Senza giorno specificato(50)
- Ludwig Abranyi, pittore ungherese (n. 1849)
- James A. Herne, drammaturgo statunitense (n. 1839)
- Luigi Aliprandi, attore teatrale italiano (n. 1817)
- Leonzio Alishan, monaco cristiano, filologo e teologo armeno (n. 1820)
- David Allison, calciatore e arbitro di calcio inglese (n. 1873)
- Ferdinand Christian Gustav Arnold, botanico tedesco (n. 1828)
- Giuseppe Eugenio Balsamo, inventore e politico italiano (n. 1829)
- Alexander Becker, botanico e entomologo tedesco (n. 1818)
- Alberto Benedini, politico italiano (n. 1855)
- Peter Leonard Leopold Benoit, compositore belga (n. 1834)
- Guido Boggiani, antropologo, fotografo e pittore italiano (n. 1861)
- David Castelli, storico, biblista e ebraista italiano (n. 1836)
- Niccolò Cecconi, pittore italiano (n. 1835)
- Charles Chipiez, architetto francese (n. 1835)
- Francis Cook, collezionista d'arte britannico (n. 1817)
- Vasil Drumev, scrittore bulgaro (n. 1841)
- Srpouhi Dussap, scrittrice armena (n. 1840)
- Bernhard Erdmannsdorffer, storico tedesco (n. 1833)
- Ignacio León y Escosura, pittore, antiquario e collezionista d'arte spagnolo (n. 1834)
- Hans Forssell, politico e storico svedese (n. 1843)
- Aleksander Gierymski, pittore polacco (n. 1850)
- Basile Gras, militare francese (n. 1836)
- Giovanni Gropplero, politico e storico italiano (n. 1833)
- Adolf Jourdan, imprenditore, dirigente sportivo e arbitro di calcio italiano (n. 1853)
- Richard Kleinmichel, compositore e musicista polacco (n. 1846)
- Ludolf von Krehl, orientalista tedesco (n. 1825)
- Louis Kuhne, medico tedesco (n. 1835)
- Édouard Laferrière, giurista francese (n. 1841)
- Andreas Laskaratos, scrittore greco (n. 1811)
- Conrad Fredrik von der Lippe, architetto norvegese (n. 1833)
- Eugène Manuel, poeta e scrittore francese (n. 1823)
- William Mathews, alpinista inglese (n. 1828)
- Mehmed Sadık Pascià, politico ottomano (n. 1825)
- Salvatore Messina, pittore italiano (n. 1850)
- Giovanni Montano, medico e scienziato italiano (n. 1844)
- Gennaro Moreno, generale italiano (n. 1838)
- Oda Nobutoshi, politico e militare giapponese (n. 1853)
- William Oliver, pittore britannico (n. 1823)
- Mohand ou-Lhocine, algerino
- Louis-Auguste Sabatier, teologo francese (n. 1839)
- Paul Armand Silvestre, scrittore francese (n. 1837)
- Giovanni Sironi, generale italiano (n. 1816)
- Claude Thomas Stanfield Moore, pittore britannico (n. 1853)
- Charles Stanley, scacchista britannico (n. 1819)
- John Starley, inventore e imprenditore inglese (n. 1855)
- Felice Valentino, letterato e giurista italiano (n. 1816)
- Luigi Vasi, presbitero e storico italiano (n. 1829)
- Francisco de Paula del Villar y Lozano, architetto spagnolo (n. 1828)
- William Wilkinson, architetto britannico (n. 1819)
- Emma Zilli, soprano italiano (n. 1864)